# Terrorangrebet på den danske ambassade i Pakistan 2008
Terrorangrebet på den danske ambassade i Pakistan i 2008, i form af et selvmordsangreb, fandt sted den 2. juni 2008, idet en bilbombe eksploderede kl. 12:10 lokal tid og dræbte 6-8 personer og sårede omkring 24. Ifølge Udenrigsministeriet var der to ansatte fra ambassaden i Islamabad blandt ofrene for angrebet, En af de dræbte, var en dansk-pakistansk mand, der var dansk statsborger bosat i Pakistan. Eksplosionen efterlod et stort hul i fronten af bygningen, og betydelige skader på selve bygningen. En sky af sort røg var synlig over byen kort efter angrebet.
Den danske udenrigsminister Per Stig Møller fordømte angrebet og sammenkaldte samme dag til et hastemøde i Udenrigsministeriet. Alle danske statsborgere blev straks efter angrebet frarådet at rejse til Pakistan, og personer i landet opfordredes til at udvise agtpågivenhed.
I et interview med pakistansk TV i juli 2008 tog Al-Qaida – repræsenteret af Abu Mustafa al-Yasid, der regnes for netværkets leder i Afghanistan – ansvaret for terrorangrebet, der angiveligt blev udført af en saudiaraber som hævn for Jyllands-Postens Muhammed-tegninger.

## Danske reaktioner

### Organisationer
Imam Abdul Wahid Pedersen kalder terrorangrebet for "galskab" og "rystende og horribelt". Islamisk Trossamfund beskriver angrebet som "barbarisk" og "totalt uacceptabelt". Muslimernes Fællesråd udtaler om bombesprængningen: "En sådan beskæmmende handling vækker hos Muslimernes Fællesråd ikke andet end afsky og væmmelse. Uanset hvad motivationen for en sådan handling måtte være, kan sådan en grusom handling ikke retfærdiggøres".

### Ekspertudtalelser
Professor, og leder af Center for Forskning i Islamisme og Radikaliseringsprocesser ved Aarhus Universitet, Mehdi Mozaffari, mener at der er kan være flere årsager til angrebet: "Muhammedsagen, Westergaardsagen, hvor to tunesere blev udvist, genoptrykningen af karikaturerne og filmen Fitna er noget af forklaringen" siger han. "Islamisterne skelner ikke mellem landene, men ser det som et fælles komplot mod islam."

## Internationale reaktioner
- Danmark – Den danske statsminister Anders Fogh Rasmussen kaldte angrebet på den danske ambassade for en afskyelig forbrydelse og et angreb mod Danmark. "Vi opfatter det som et angreb på den danske ambassade og dermed som et angreb på Danmark." Statsministeren informerede også om at regeringen følger situationen tæt, og at den pakistanske præsident Pervez Musharraf, premierministeren og udenrigsministeren i Pakistan sendte deres medfølelse og dybe ærgrelse over angrebet. Statsministeren udtalte også: "Det er et usselt og fejt angreb, som har kostet uskyldige mennesker livet og såret mange. I denne tragiske situation går mine tanker og dybeste medfølelse til ofrene og deres pårørende. Ingen har endnu påtaget sig ansvaret for bombesprængningen. Men uanset hvem der står bag, og hvad motivet måtte være, så er der tale om en afskyelig forbrydelse, som vi på det kraftigste må fordømme og tage afstand fra." Han sagde også at Danmark ikke havde nogen intentioner om at skifte politik i kampen mod terrorisme.[12]
Den danske udenrigsminister Per Stig Møller fordømmer angrebet skarpt, og siger at angrebet var "fuldstændig uacceptabelt". "Vi har øget sikkerhedsniveauet meget. Sikkerheden er øget i Pakistan og andre steder. Vi har også været ude for et angreb i Kabul. Men det er farligt, der er fanatikere og terrorister ude, og vi gør, hvad vi kan for at beskytte os mod dem.".[5] Ved en pressekonference kommenterede han angrebene yderligere: "Det, de her forbrydere har gjort, har haft det formål, at ødelægge forholdet mellem den pakistanske regering, den pakistanske befolkning og Danmark, Og det skal de ikke have held med." Han gav også udtryk for sin dybeste medfølelse for ofrene og deres familier, og advarede samtidig alle danskere imod at rejse til Pakistan, og rådede danskere i Pakistan til at udvise agtpågivenhed.[13]

- Norge – Den norske udenrigsminister Jonas Gahr Støre var chokeret over angrebet og fordømte handlingen i en pressekonference: "Vi har stor sympati med Danmark og tager stærkt afstand fra terrorhandlingen i Islamabad. Dette er en rystende brug af vold udenfor en diplomatisk station."[14]
Han var også i kontakt med den danske udenrigsminister Per Stig Møller og tilbød ham al den hjælp, som Norge var i stand til at bidrage med. Den norske ambassade, som kun ligger få hundrede meter fra den danske, blev kun mindre beskadiget ved eksplosionen. Ambassaden blev evakueret som en sikkerhedsforanstaltning og lukket ned. Det norske udenrigsministerium advarede samtidigt nordmænd mod at rejse til Pakistan.[15]

- USA – Præsidenten i USA George W. Bush fordømte angrebet på den danske ambassade i Islamabad. Præsidentens talsmand udtalte kort efter angrebet at "Vi fordømmer denne terrorhandling, der er intet, som kan forsvare det". Præsidenten sendte sin medfølelse til ofrene for angrebet.[16]

### Internationale organisationer
- EU – Europa-Kommissionen fordømte angrebet. "Kommissionen er stadig i gang med af verificere den information, vi har fået, og skabe passende kontakter, der kan bedømme situationen", sagde kommissionens talsmand. "Kommissionen fordømmer terrorhandlinger og vold og derfor denne handling. Kommissionen udtrykker sin solidaritet med ofre for terror, og i dette tilfælde er kommissionen selvfølgelig solidarisk med sin medlemstat Danmark."[17]

### Nyhedsartikler
- Politiken.dk "Mindst otte dræbt ved attentat mod dansk ambassade"
- Jp.dk "Otte dræbt af bombe ved dansk ambassade" Arkiveret 2. juni 2008 hos  Wayback Machine
- VG Nett "Minst otte drept i angrep mot dansk ambassade"
- Aftenposten.no "Selvmordsangrep mot den danske ambassaden" (norsk)
- Reuters – 'Car bomb kills 6 at Danish embassy in Pakistan' (engelsk)
- BBC-'Blast by Pakistan Danish embassy' includes video of the aftermath (engelsk)
- CNN – 'Suicide bomber targets Danish embassy in Pakistan' (engelsk)
- Dailymail.co.uk "At least three dead in bomb blast outside the Danish embassy in Islamabad" (engelsk)

### Fotogallerier
- In pictures: Islamabad bombing – BBC News Online
- Fotoserie: Eksplosion ved dansk ambassade Arkiveret 2. juni 2008 hos  Wayback Machine – Jyllandsposten
- Eksplosionen i Islamabad Arkiveret 3. juni 2008 hos  Wayback Machine – VG Nett